# نورث سميثفيلد (رود آيلاند)
نورث سميثفيلد (بالإنجليزية: North Smithfield)‏ هي بلدة تقع بولاية رود آيلاند في الولايات المتحدة. تبلغ مساحتها 64.1 (كم²)، وترتفع عن سطح البحر 110 م، بلغ عدد سكانها 11967 نسمة في عام 2010 حسب إحصاء مكتب تعداد الولايات المتحدة وتصل الكثافة السكانية فيها 192.1 نسمة/كم2.

## أعلام
- جو كونولي

## وصلات خارجية
- http://www.nsmithfieldri.org/
- The US50 - Cities and Towns in Rhode Island State
- Rhode Island Cities and Towns, Facts, Map, Flag, Colleges, Government, and More